# Bonita, Louisiana
Bonita är en ort (village) i Morehouse Parish i Louisiana. Vid 2010 års folkräkning hade Bonita 284 invånare.